# Sapekhburto K'lubi Merani Mart'vili
Il Sapekhburto K'lubi Merani Mart'vili, meglio noto come Merani Mart'vili, è una società calcistica georgiana con sede nella città di Mart'vili. Milita nella Erovnuli Liga 2, la seconda divisione del campionato georgiano.

## Storia
Le squadre di calcio di Mart'vili erano precedentemente chiamate Salkhino Gegechkori (epoca sovietica), Chkondidi Mart'vili e Salkhino Mart'vili.
L'FC Merani è stato fondato dall'ex ministro georgiano delle comunicazioni Pridon Injia nel 2006.
Nella loro prima stagione in Pirveli liga, sotto la guida dell'allenatore Malkhaz Zhvania, il Merani è arrivato terzo e fino alla promozione in Umaglesi Liga nel 2011-2012 erano tra i primi cinque club.
Nel 2010 il Merani è diventato il primo club a militare in serie cadetta a giocare le semifinali della Coppa di Georgia, dove ha perso complessivamente 1-2 contro il WIT Georgia, futuro vincitore della coppa.
L'anno successivo il Merani ha chiuso il campionato al secondo posto ed è stato promosso in massima serie.
Nelle cinque stagioni successive in Umaglesi Liga, il Merani ha ottenuto il miglior risultato al primo anno di militanza, chiudendo al 5º posto, mentre in altri casi la società è stata per lo più impegnata nei play-out retrocessione.
Nel 2015-2016, il Merani è retrocesso. Lo stesso anno, però, sono riusciti a conquistare un posto nella finale di coppa dopo aver eliminato Dila Gori, K'olkheti-1913 Poti e Chik. Sachkhere nei turni precedenti. Il T'orp'edo Kutaisi ha vinto la partita svoltasi a Zestaponi e ha conquistato la coppa.
Il Merani è tornato vicino al ritorno in Erovnuli Liga nel 2017, anche se non sono stati in grado di battere il Kolkheti Poti negli spareggi di promozione.
Al termine della stagione successiva, il Merani perse le ultime due partite di campionato e finì sorprendentemente in fondo alla classifica, il che implicò una retrocessione automatica.
Dopo un anno passato in Liga 3, il Merani è tornato in seconda divisione. Nel 2020 ha mantenuto il posto dopo la vittoria contro il Gori in uno spareggio.
All'inizio del 2021, Pridon Injia ha lasciato il club e Jesi Surmava, il capo della scuola calcio di Mart'vili, ha assunto la direzione, il che ha comportato importanti cambiamenti sia tra lo staff che tra i membri della squadra.

## Palmarès

### Competizioni nazionali
- Liga 3: 1

2019

### Altri piazzamenti
- Coppa di Georgia:

Finalista: 2016
Semifinalista: 2009-2010
- Erovnuli Liga 2:

Secondo posto: 2010-2011, 2017
Terzo posto: 2007-2008 (girone Ovest), 2008-2009 (girone Ovest), 2021